# Trest smrti v Lichtenštejnsku
Trest smrti v Lichtenštejnsku je zcela zrušen. Za vraždu byl zrušen v roce 1987 a za velezradu v roce 1989.

## Historie
Poslední poprava byla v Lichtenštejnsku vykonána v roce 1785, kdy byla sťata sekerou za vloupání a krádež 42letá bezdomovkyně Barbara Erni z Altenstadtu ve Feldkirchu. Poslední rozsudek smrti byl v Lichtenštejnsku vynesen v roce 1977. Tehdy byl odsouzen 42letý muž k oběšení za vraždu své manželky a dvou dětí, ke které došlo v roce 1976. Později rozsudek zmírnil na patnáct let odnětí svobody lichtenštejnský kníže František Josef II.